# كولن ديفيس (سائق فورمولا 1)
كولن ديفيس (بالإنجليزية: Colin Davis)‏ (و. 1933 – 2012 م) هو سائق فورمولا 1، ومهندس بريطاني، ولد في مرليبون، شارك في لو مان 24 ساعة، توفي في كيب تاون، عن عمر يناهز 79 عاماً.